# Rudel (Verhaltensbiologie)

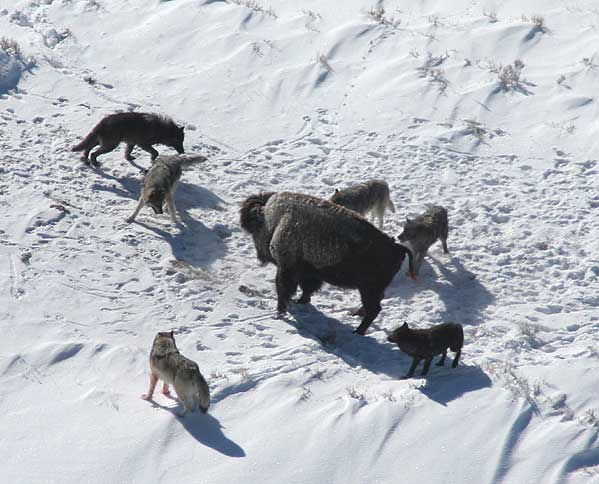
Wölfe jagen oft kooperativ im Rudel, wie diesen amerikanischen Bison im Yellowstone-Nationalpark.

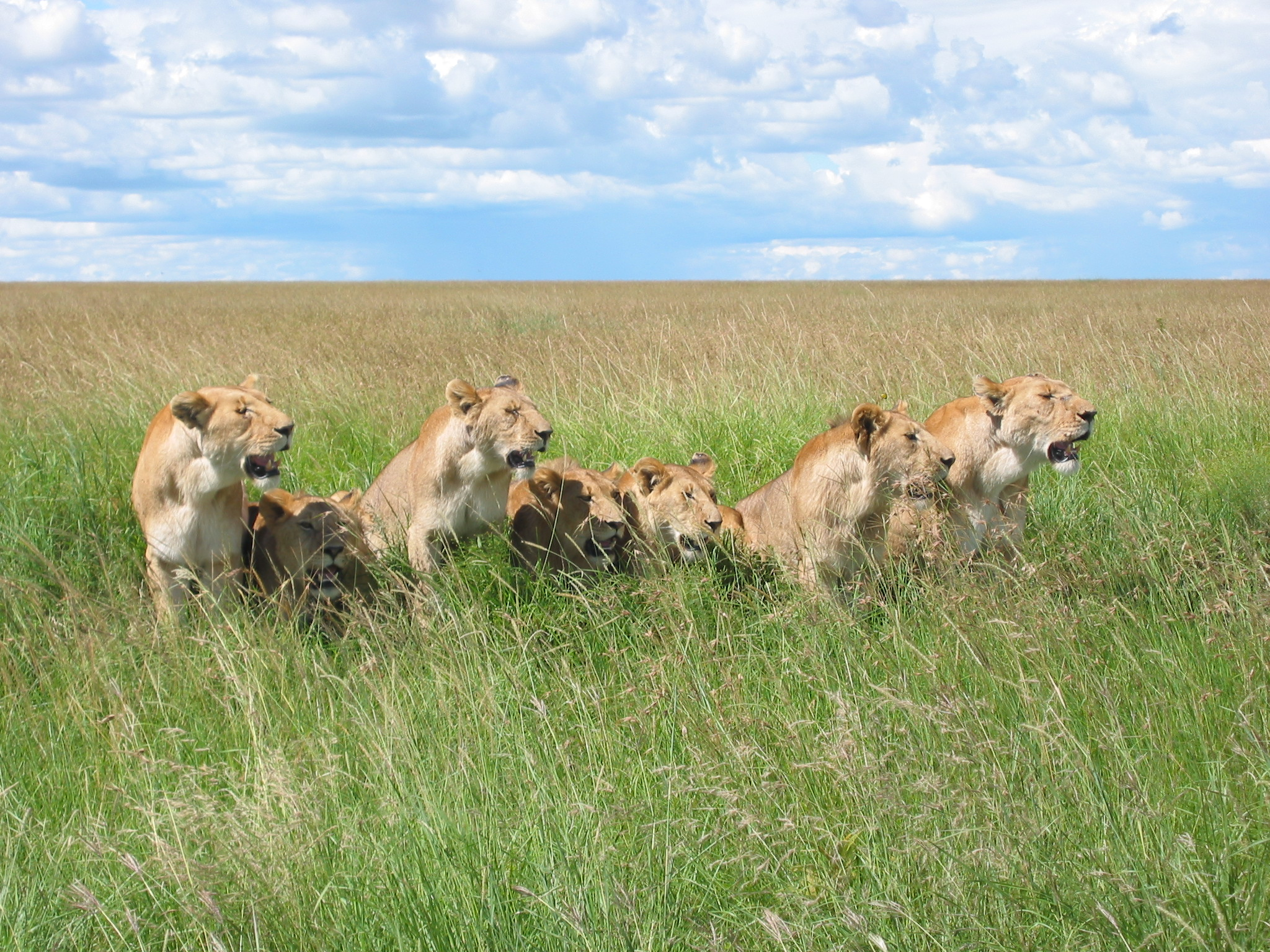
Rudel aus sieben weiblichen Löwen im Naturschutzgebiet Masai Mara in Kenia

Rudel bezeichnet in der Verhaltensbiologie eine geschlossene und individualisierte Gruppe von Säugetieren. Ein Rudel ist eine geschlossene Gruppe, weil die Mitglieder eines Rudels nicht beliebig austauschbar sind. Ebenso ist es eine individualisierte Gruppe, weil die Mitglieder der Gruppe sich untereinander kennen. Innerhalb eines Rudels herrscht oft eine Rangordnung und eine gewisse „Arbeitsteilung“. Im Unterschied dazu ist eine Herde eine Ansammlung großer, in der Regel gleichartiger Säugetiere, von denen einige zwar verwandtschaftliche oder andere soziale Beziehungen untereinander haben können, dies gilt aber nicht für die Herde als Ganzes. 
Zu den rudelbildenden Säugetieren gehören sowohl Pflanzenfresser wie verschiedene Arten der Hirsche, Mufflons, Gämsen und Steinböcke als auch Raubtiere wie Wölfe, Schleichkatzen, Löwen und Hyänen.
Das Sammeln der Tiere, die ein Rudel bilden, nennt man rudeln.

## Wortgeschichte
Der Ursprung des Wortes Rudel ist unbekannt. Es tauchte erstmals in der niederdeutschen Sprache auf und wird seit etwa dem 17. Jahrhundert in der Jägersprache verwendet. Ursprünglich bezeichnet es den Zusammenschluss einer größeren Anzahl Tiere bei bestimmten, wild lebenden Säugetierarten (vor allem Hirsche und Wildschweine). Bei Wildschweinen spricht man von einer Rotte, bei Rehwild von einem Sprung.
Das Wort Rudel ist auch in die Alltagssprache übergegangen und bezeichnet Gruppen von Personen im Zusammenhang mit Verhalten oder Veranstaltungen. In einigen Mannschaftssportarten hat sich darüber hinaus der Ausdruck Rudelbildung etabliert.

## Belege
1. 1 2  Stichwort „Rudel“ in: Herder-Lexikon der Biologie. Spektrum Akademischer Verlag GmbH, Heidelberg 2003. ISBN 3-8274-0354-5.
2. ↑  Stichwort „Verband“ in: Kompaktlexikon der Biologie auf www.spektrum.de, aufgerufen am 8. Juni 2014
3. 1 2  Stichwort „Rudel“ in: Deutsches Wörterbuch von Jacob Grimm und Wilhelm Grimm. Online. 16 Bände. [in 32 Teilbänden]. Leipzig: S. Hirzel 1854-1960.